# 企救半島
企救半岛（日语：／ Kiku hantō */?），日本九州最北部的半岛，为福岡縣北九州市的所在地，工业发达。通过关门海峡与本州山口县隔海相望。战略位置重要，有日本直布罗陀之称。